# The Rise of Susan
The Rise of Susan er en amerikansk stumfilm fra 1916 af Stanner E. V. Taylor.

## Medvirkende
- Clara Kimball Young - Susan
- Jennie Dickerson - Mrs. Joseph Luckett
- Warner Oland - Sinclair La Salle
- Marguerite Skirvin - Ninon
- Eugene O'Brien - Clavering Gordon